# Kadiatou Kanouté
Pour les articles homonymes, voir Kanouté.
Kadiatou Kanoute (née le 11 juin 1978) est une joueuse malienne de basket-ball féminin. Elle a concouru pour le Mali aux Jeux olympiques de 2008. 

## Palmarès
- Médaille d'or au championnat d'Afrique 2007